# マティアス・ロハス
マティアス・ロハス（Matías Rojas、1995年11月3日 - ）は、パラグアイのサッカー選手。ポジションはMF。インテル・マイアミCF所属。パラグアイ代表。

## 経歴
セロ・ポルテーニョでプロキャリアを始める。2017年1月10日、CAラヌースに期限付き移籍した。
2018年6月30日にはセロ・ポルテーニョに一度戻るも、一週間後にデフェンサ・イ・フスティシアに期限付き移籍した。2019年7月にはラシン・クラブに完全移籍した。